# Our Hollow, Our Home
Our Hollow, Our Home is een Britse melodieuze metalcoreband afkomstig uit Southampton, Hampshire.

## Biografie
De band werd opgericht in 2013 door zanger Connor Hallisey, gitaristen Josh White en Tobias Young, bassist Tom Hoolahan en drummer James Tuckey. Op 25 januari 2015 verscheen hun debuut-ep //Redefine. Productie van de ep werd door de band uit eigen zak betaald en ook de distributie organiseerde de band zelfstandig. In maart 2017 verscheen met Hartsick ook het debuutalbum van de band, waarna ze te promotie voor het eerst door Europa toerde. Later dat jaar volgde ook nog een toer door het Verenigd Koninkrijk naast de trashmetalband Sworn Amongst.

## Personele bezetting
Huidige leden
- Tobias Young - zang, gitaar (2013-heden)
- Gaz King - zang (2023-heden)
- James - gitaar (2023-heden)
- Matt - bas (2023-heden)
- Kieran - drums (2023-heden)

Voormalige leden
- James Tuckey - drums (2013-2015)
- Tom Hoolahan - bas (2013-2015)
- Nick Taliadoros - drums (2015-2023)
- Bobby Brooks - bas (2015-2023)
- Connor Hallisey - zang (2013-2023)
- Josh White - gitaar (2013-2023)

## Discografie
Albums
- 2015 - //Redefine
- 2017 - Hartsick
- 2018 - In Moment / / In Memory
- 2020 - Hartsick - The Instrumentals
- 2020 - IM / /  IM - The Instrumentals
- 2021 - Burn in the Flood
- 2023 - Burn in the Flood (Deluxe)

Ep's
- 2020 - Eulogy MMXX - Burn It / / Bury It Double a Side

Singles
- 2015 - Feast for the Crows
- 2016 - Throne to the Wolves
- 2016 - Worms Wood
- 2017 - Karmadillo
- 2017 - Shape of You
- 2017 - Hartsick
- 2017 - Web Weaver
- 2018 - Speak of Sorrow
- 2018 - In Moment
- 2018 - Father & Ghost
- 2019 - Wraiths
- 2019 - Disconnect
- 2019 - Parting Gift
- 2019 - Burn It // Bury It
- 2021 - Monarch
- 2022 - Shatterdome
- 2022 - Battle X City
- 2022 - Idlewaves
- 2023 - Miles > Motion
- 2023 - Downpour